# 法尼波爾
法尼波爾是白俄羅斯的一座城市。首次被提及是在1856年。